# Teorema de Ostrowski
El teorema de Ostrowski, debido a Alexander Ostrowski, establece que cualquier valor absoluto no trivial sobre los números racionales Q es equivalente bien al valor absoluto real usual o a un valor absoluto p-ádico. 
Dos valores absolutos | | y | |* sobre un cuerpo C se dice que son equivalentes si existe un número real {\displaystyle \alpha >0} tal que
{\displaystyle |x|^{*}=|x|^{\alpha }{\mbox{ para todo }}x\in C.}
Se define el valor absoluto trivial sobre cualquier cuerpo C como
{\displaystyle |x|_{0}={\begin{cases}0,&{\mbox{si }}x=0\\1,&{\mbox{si }}x\neq 0.\end{cases}}}
El valor absoluto real sobre Q es el valor absoluto normal sobre los números reales, y se define como
{\displaystyle |x|_{\infty }={\begin{cases}x,&{\mbox{si }}x\geq 0\\-x,&{\mbox{si }}x<0.\end{cases}}}
Para un número primo p, se define el valor absoluto p-ádico sobre Q como sigue: cualquier número racional x distinto de cero se puede expresar de forma única como {\displaystyle x=p^{n}{\frac {a}{b}}}, siendo a, b y p coprimos dos a dos y n entero (positivo, negativo o 0). Entonces
{\displaystyle |x|_{p}={\begin{cases}0,&{\mbox{si }}x=0\\p^{-n},&{\mbox{si }}x\neq 0.\end{cases}}}

## Otros teoremas de Ostrowski
Otro teorema establece que un cuerpo arbitrario completo respecto del valor absoluto arquimediano es (algebraica y topológicamente) isomorfo a bien los números reales o bien los números complejos. Este teorema también se conoce como teorema de Ostrowski.